# 长丝叉丝壳
长丝叉丝壳（学名：Microsphaera longissima）是属于白粉菌目白粉菌科叉丝壳属的一种真菌，寄生在锦鸡儿属植物上。该种分布于中国。